# سمير العمري
سمير العمري (1964 - ) شاعر ومفكر فلسطيني، ولد في غزة بفلسطين عام 1964 ونشأ هناك حتى أكمل دراسته الثانوية قبل مغادرتها إلى السويد عام 1998. أسس رابطة الواحة الثقافية وهي رابطة أدبية وفكرية تنبثق عنها تشكيلات فرعية من بينها مجلة الواحة الإلكترونية، وملتقى رابطة الواحة الثقافية.

## دراسته
اضطرته ظروف الاحتلال لمغادرة غزة لمواصلة دراسته في الخارج حيث حصل على إجازته الجامعية كطبيب صيدلاني.

## إنجازاته الأدبية والشعرية
- كتب الشعر وهو دون السادسة عشر.
- صدر أول دواوينه ترانيم شاعر عام 1989 في المملكة العربية السعودية
- نشرت له العديد من القصائد والمقالات الفكرية والاجتماعية في الصحف العربية وله انتشار واسع في مواقع أدبية متفرقة في الانترنت.
- كتب القصة القصيرة مؤسسا لونا إبداعيا جديدا فيها يقدم النص على القص.